# En busca de un muro
En busca de un muro è un film del 1974 diretto da Julio Bracho e basato sulla vita del pittore messicano José Clemente Orozco.